# Dixit Dominus (Scarlatti, III)

Le troisième Dixit Dominus d'Alessandro Scarlatti, est une œuvre sacrée, généralement jouée au cours des vêpres les jours de fêtes, parmi les six composées sur le Psaume 109, dans la période de maturité du compositeur napolitain. L'effectif nécessite cinq solistes (SSATB), un chœur à cinq voix et le continuo. Son écriture est en stile antico et il est composé entre 1703 et avant 1716, dans la période de maturité du compositeur,.

## Structure
- Dixit Dominus, 
 en sol majeur
- Donec ponam, 
 en ut majeur
- Tecum principium, 
, en mi mineur
- Juravit Dominus, 
 en ut majeur
- Dominus, 
 en la majeur
- Judicabit, 
 en sol majeur
- De torrente, 
 en mi mineur
- Gloria patri, 
 en ut majeur
- Amen, 
 en sol majeur

## Manuscrits
Il existe deux manuscrits en parties
- D-MÜp, Hs. 3878
- D-Rp, Pr-M Scarlatti I/11